# Soupçons
Pour les articles homonymes, voir Soupçon.
Pour plus de détails, voir Fiche technique et Distribution.
Soupçons (Suspicion) est un film américain réalisé par Alfred Hitchcock, sorti en 1941.
Le film évoque la rencontre que fait Lina McLaidlaw dans un train avec John Aysgarth, un homme attirant qui ne tarde pas à la séduire. Peu de temps après, Lina épouse John. Dans les semaines qui suivent, elle découvre la vraie personnalité de son mari : c'est un homme désargenté qui utilise des expédients douteux, si ce n'est frauduleux, pour vivre au-dessus de ses moyens. Lorsque l'ami et associé de John meurt dans des circonstances mystérieuses, Lina en vient à se demander si John l'a tué et si elle est « la suivante sur la liste ».

## Synopsis

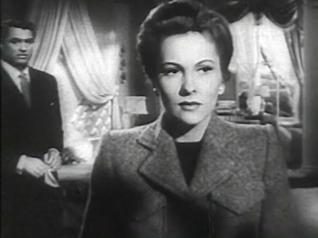
Cary Grant et Joan Fontaine.

John Aysgarth (« Johnnie »), aussi froidement provocateur que cyniquement indélicat, est un joueur séduisant, qui masque son oisiveté sous son charme, dans un système bien rôdé de perpétuels mensonges. Il rencontre la douce, riche et très sage (mais naïve) Lina McLaidlaw dans un train, alors qu'il essaie de voyager en première classe avec un billet de troisième. Dans une véritable stratégie de séduction, il lui fait quasiment autoritairement la cour, profitant de la faiblesse amoureuse qu'elle éprouve pour lui, n'hésitant pas à l'infantiliser avec finesse, et la surnommant sans cesse « monkey face » (« ouistiti » dans la version française).
Le sentiment amoureux de Lina, à l'égard de celui qui apparaît un peu comme la coqueluche des jeunes filles de la bonne société d'alors, est encore renforcé chez elle par une conversation qu'elle surprend entre ses parents, lesquels la pensent faite pour rester « vieille fille ». Grâce à ce concours de circonstances, John Aysgarth épouse rapidement Lina McLaidlaw sans que les parents en soient informés. Elle quitte le foyer en leur faisant croire qu'elle se rend à la poste.
Au retour de leur luxueuse lune de miel, Lina prend progressivement conscience de la vraie personnalité de son mari. Elle le découvre désargenté, joueur et vivant très au-dessus de ses moyens grâce à divers expédients (notamment emprunts auprès de connaissances). Elle commence alors à se demander s'il ne l'a pas épousée pour son argent, d'autant plus qu'il vend en cachette divers objets lui appartenant. Ses soupçons grandissent quand Beaky, l'ami et associé de Johnnie, meurt dans de mystérieuses circonstances à Paris. Lina soupçonne alors son mari d'avoir tué Beaky pour récupérer, encore et toujours, de l'argent. Et la crainte qu'il la tue grandit en elle, obsédante.
Lina apprend que son époux a été licencié six semaines auparavant pour escroquerie et abus de confiance au détriment de son employeur.
Johnnie s'intéresse aux romans policiers et notamment aux méthodes de meurtres. Quand, lors d'une soirée, il interroge une romancière connue pour ses romans policiers, Lina se demande s'il tente de trouver un moyen pour l'éliminer.
Finalement, malgré ses perpétuels mensonges et malversations, Johnnie parvient à convaincre Lina, sans néanmoins donner de preuves, qu'il n'a pas tué Beaky et qu'il n'a aucune intention meurtrière à son égard. La dernière séquence montre le couple assis dans la voiture ; Johnnie passe son bras autour des épaules de Lina qui  ne le repousse pas.

## Fiche technique
- Titre français : Soupçons
- Titre original : Suspicion
- Réalisateur : Alfred Hitchcock
- Premier assistant : Dewey Starkey (en)
- Scénaristes : Joan Harrison, Samson Raphaelson et Alma Reville, d'après le roman de Francis Iles, pseudonyme d'Anthony Berkeley Cox, Préméditation (Before the Fact).
- Directeur de la photographie : Harry Stradling Sr.
- Musique : Franz Waxman
- Direction artistique : Van Nest Polglase, Carroll Clark (associé)
- Ensemblier : Darrell Silvera
- Costumes : Edward Stevenson
- Effets spéciaux : Vernon L. Walker (en)
- Montage : William Hamilton
- Son : John Tribby (en)
- Production : Harry E. Edington
- Société de production : RKO Pictures
- Pays d'origine :  États-Unis
- Format : Noir et blanc - 35 mm - 1,37:1
- Langue : anglais
- Genre : suspense
- Durée : 96 minutes
- Dates de sortie :
  - États-Unis : 14 novembre 1941 (première), 20 janvier 1942 (Los Angeles)
  - France : 28 mai 1946 (projection professionnelle) ; 23 octobre 1946 (projection publique)
- Affiches : William Rose (États-Unis), René Péron, Bernard Lancy (France)

## Distribution
- Cary Grant (VF : Michel Gudin) : Johnnie Aysgarth
- Joan Fontaine (VF : Mony Dalmès) : Lina McLaidlaw Aysgarth
- Sir Cedric Hardwicke (VF : Alfred Pasquali) : Général McLaidlaw
- Nigel Bruce (VF : René Montis) : Gordon Cochrane « Beaky » Thwaite
- Dame May Whitty : madame Martha McLaidlaw
- Isabel Jeans : madame Newsham
- Heather Angel : Ethel, la servante
- Reginald Sheffield : Reggie Wetherby
- Leo G. Carroll (VF : Richard Francœur) : le capitaine George Melbeck
- Auriol Lee : Isobel Sedbusk
- Aubrey Mather : monsieur Webster
- Pax Walker : Phœbe, la servante

Acteurs non crédités
- Faith Brook : Alice Barham
- Leonard Carey : Burton, le majordome des McLaidlaw
- Carol Curtis-Brown : Jessie Barham
- Edward Fielding : l'antiquaire
- Gavin Gordon : le docteur Bertram Sedbusk
- Lumsden Hare (VF : Jean Martinelli) : Inspecteur Hodgson
- Gertrude Hoffmann : madame Wetherby
- Kenneth Hunter : Sir Gerald
- Doris Lloyd : mademoiselle Wetherby
- Maureen Roden-Ryan : Winnie, une servante
- Violet Shelton : madame Barham
- Constance Worth : madame Fitzpatrick

## Tournage
Le tournage se déroule du 10 février au 16 mai 1941. Puis trois jours de tournage supplémentaires (23 et 24 juillet, 29 août) sont nécessaires. Le film sort la même année.
La production assurée par la RKO Pictures, représentée par Harry E. Edington, avait déjà ce projet depuis 1935. Ce devait être réalisé par Louis Hayward sur un scénario d’Emlyn Williams. En 1939, l’aventure avait été re-envisagée avec Robert Montgomery et Geraldine Fitzgerald mais en vain. La même année, la RKO avait aussi essayé avec Laurence Olivier et Maureen O'Hara. En réalisant ce film, Hitchcock réalise donc un projet très désiré par la firme.

## Autour du film
- Lina McLaidlaw ,surnommée Monkey Face dans la version originale et Ouistiti dans la version française, est jouée par Joan Fontaine, qui venait de tourner dans le film Rebecca (1940) du même Hitchcock. Johnnie Aysgarth est joué par Cary Grant dont c’est le premier rôle avec le réalisateur, qu'il retrouvera plusieurs fois par la suite.
- Le terme « monkey face » employé est traduit par « ouistiti » dans la version française. Cette traduction est imprécise, l'expression anglaise étant plus proche de « petite coquine », « petite espiègle ». Nigel Bruce est appelé « Biquet » en V.F.
- Caméo d'Alfred Hitchcock : l'homme postant une lettre à la 45e minute.
- Patrick Brion, dans son livre consacré à l'œuvre d'Hitchcock (Hitchcock, biographie, filmographie illustrée, analyse critique, Patrick Brion, p. 451), écrit que « le film invite le spectateur à s’interroger sur la fragilité des indices et des témoignages. », comme c’est le cas pour plusieurs films du réalisateur, dont Le Faux Coupable (The Wrong Man) ou Frenzy.

## Récompenses
Joan Fontaine remporte deux titres de meilleure actrice pour son rôle d'épouse soupçonneuse :
- en 1941, le New York Film Critics Circle Award
- l'Oscar de la meilleure actrice en 1942. Seule statuette remportée pour ce film également nommé pour la meilleure musique, Franz Waxman, et le meilleur film.